# Alf Humphreys
Alfred E. „Alf“ Humphreys (* 9. August 1953 in Haileybury, Ontario; † 31. Januar 2018 in Stratford, Ontario) war ein kanadischer Schauspieler.

## Werdegang
Alf Humphreys war der Älteste unter seinen vier Brüdern. Während seiner Zeit im Militär war er als Touristenführer tätig, wo er seine Vorliebe zur Schauspielerei entdeckte. Er wurde so, nachdem er das Militär verließ, im Theater in North Bay tätig, wo er Aufmerksamkeit erregte und daraufhin in Fernsehwerbungen tätig war.
Auch dort erregte er Aufmerksamkeit und ab 1980 wurde er so als Film- und Fernsehschauspieler tätig, darunter auch beim Horrorfilm Blutiger Valentinstag (1981). Schließlich spielte er im Film Rambo (1982) die Rolle von Deputy Lester, was ihn weitere Türen im Filmgeschäft öffnete. Er war auch in Filmen wie X-Men 2 (2003) und Der Fluch der 2 Schwestern (2009) zu sehen und hatte Gastauftritte in Serien wie Unbekannte Dimensionen und Twilight Zone. Im Jahr 2012 beendete er dann seine Karriere. Schließlich bekam er 2017 für seine schauspielerische Leistungen in seiner Karriere den North Bay Musicians and Entertainers Hall of Recognition.
Er war bis zu seinem Tod mit Elizabeth Moss verheiratet und hatte ein Kind mit ihr. Er starb Ende Januar 2018 im Alter von 64 Jahren in Stratford, Ontario an den Folgen einer Krebserkrankung.

## Filmografie (Auswahl)
- 1980: Schreie der Nacht (Funeral Home)
- 1981: Blutiger Valentinstag (My Bloody Valentine)
- 1982: Rambo (First Blood)
- 1985: Wenn Träume wahr wären (One Magic Christmas)
- 1998–2001: You, Me and the Kids (Fernsehserie, 12 Folgen)
- 2002: Taken (Fernsehserie, 1 Folge)
- 2002: X-Factor: Das Unfassbare (Beyond Belief: Fact or Fiction, Fernsehserie, 1 Folge)
- 2003: Ein Schlitzohr namens Santa Claus (Stealing Christmas)
- 2003: Final Destination 2
- 2003: X-Men 2
- 2007: The L Word (Fernsehserie, 2 Folgen)
- 2009: Der Fluch der 2 Schwestern (The Uninvited)
- 2010: Eine total verrückte Bescherung (Battle of the Bulbs)
- 2011: Gregs Tagebuch 2 – Gibt’s Probleme? (Diary of a Wimpy Kid: Rodrick Rules)
- 2012: Gregs Tagebuch 3 – Ich war’s nicht! (Diary of a Wimpy Kid: Dog Days)